# Elpidia García
Elpidia García Delgado (Jiménez, Chihuahua, México, 26 de septiembre de 1959) es una escritora mexicana que ha radicado la mayor parte de su vida en Ciudad Juárez  y ahí ha desarrollado su trabajo. Participante del colectivo juarense de literatura Zurdo Mendieta, ha publicado cuentos en más de seis antologías y varias revistas. En el 2018 ganó el importante Premio Bellas Artes de Cuento Amparo Dávila con El hombre que mató a Dedos Fríos y otros relatos. 
Desde los 15 años comenzó a trabajar en las maquiladoras de la fronteriza Ciudad Juárez, trabajo que realizó durante más de treinta años hasta que fue despedida y decidió dedicarse de lleno a la literatura. También estudió un diplomado de gestión cultural en la Universidad Autónoma de Ciudad Juárez (UACJ). 

## Biografía
A la escritora y promotora cultural Elpidia García, medios como El Universal la catalogan como una de las voces representativas del norte.  La escritora comenzó a trabajar desde temprana edad en las fábricas de Ciudad Juárez. En la adolescencia inició como operadora de producción, ascendiendo con el paso de los años hasta ser gerente de calidad. Después de ser despedida de su último trabajo en la maquiladora, abrió su blog titulado Maquilas que matan en donde escribió prolíficamente.  El haber estado inmersa durante más de treinta años en la industria maquiladora de la frontera Ciudad Juárez-El Paso, Texas, tuvo un impacto en su quehacer literario. Esto se puede observar, por ejemplo, en su libro de cuentos Ellos saben si soy o no soy donde reelabora el universo de la maquila norteña mexicana. Según la escritora e investigadora chihuahuense Liliana Pedroza, la literatura de Elpidia García aborda temáticas como la migración, la prostitución, la violencia y la nueva forma de esclavitud que son las maquiladoras, temáticas propias de cierta generación de escritoras del norte como Rosario Sanmiguel, Rosina Conde, Arminé Arjona y Virginia Arjona.
Ha tenido una vida literaria muy activa publicando en revistas, concursando en certámenes de letras, asistiendo a festivales culturales, participando en encuentros literarios, ferias de libro como la Feria Internacional del Libro de Guadalajara, coloquios, lecturas públicas y talleres en México y Estados Unidos. 
Ha asistido a varios talleres de escritura creativa, entre ellos uno organizado por el antes llamado Instituto Chihuahuense de la Cultura (ICHICULT) y otro con el escritor sinaloense Élmer Mendoza.
Su notable actividad literaria la ha llevado a ser jurado de concursos estatales y nacionales de cuento como el Premio Estatal Juvenil de Literatura 2018 en Chihuahua, el XIX Premio Nacional de Narrativa Gerardo Cornejo Murrieta en Sonora, los Premios Regionales Ciudad de La Paz 2018 en Baja California Sur y el Premio de Literatura Manuel José Othón 20 de noviembre de 2018 en San Luis Potosí.
En su último libro premiado, El hombre que mató a dedos fríos y otros relatos, reúne quince cuentos. Uno de ellos es Peregrinos, cuento en el que la escritora "conjuga a toda una ciudad y sus habitantes que se han acostumbrado a traer polvo en las orejas y la boca, ver rodadoras cruzando las calles, sortear los fuertes coletazos de aire y escuchar el inquietante golpeteo de la violencia."
Se casó con el escritor, actor y académico Ricardo Vigueras Fernández. Elpidia tiene un hijo y dos nietos.

## Obras publicadas
Ha publicado textos y cuentos en variadas revistas como la Revista Paso del Río Grande del Norte, Cuadrivio, Albedrío, Escritoras Mexicanas y en el periódico digital Sin Embargo. Así mismo, ha publicado los siguientes libros y ha colaborado en las siguientes antologías:
- 2009 — Literatura Juarense Contemporánea — Antología (Ediciones Archipiélago, 2009).
- 2012 — Manufractura de sueños — Antología (Consejo Nacional para la Cultura y las Artes / Laberinto Ediciones / Instituto Chihuahuense de la Cultura / Rocinante, 2012).
- 2014 — Su libro de cuentos Ellos saben si soy o no soy (Ficticia-ICHICULT, 2014).
- 2015 — Polvareda (UACJ, 2015).
- 2017 — De perfil los gatos siempre sonríen — Antología (Pinos Alados, 2017).
- 2018 — Desierto en Escarlata/Cuentos criminales de Ciudad Juárez (Nitro Press, 2018), La rebelión de las muñecas (UACJ, 2018), El hombre que mató a Dedos Fríos (INBA-Lectorum, 2018).

## Premios y distinciones
- 2012 — Ganadora de la convocatoria del Programa de Estímulos a la Creación y al Desarrollo Artístico (PECDA) David Alfaro Siqueiros en la categoría Nuevos Creadores, en cuento.
- 2013 — Premio del Programa de Publicaciones del Instituto Chihuahuense de la Cultura (ICHICULT) por su libro de cuentos Las maquilas también cuentan.
- 2014 — Ganadora de la Convocatoria Anual de Publicaciones Voces al sol de la Universidad Autónoma de Ciudad Juárez (UACJ) por Polvareda.
- 2017 - Ganadora del Concurso Palabras Migrantes del FORCAN.
- 2018 — Premio Bellas Artes de cuento Amparo Dávila por El hombre que mató a dedos fríos y otros relatos.
- 2018 — Ganadora de la convocatoria del Programa de Estímulos a la Creación y al Desarrollo Artístico (PECDA) David Alfaro Siqueiros en la categoría Creadores con trayectoria, en novela con Arrebatada, la niña perdida de la ocarina.

## Consulta adicional
- Salazar Mendoza, Margarita (2014). La literatura juarense: Entre el realismo y la historia reciente. Nóesis. Revista de Ciencias Sociales y Humanidades, Volumen 23 (Núm. 46), p. 360-387. doi: http://dx.doi.org/10.20983/noesis.2014.2.13. Consultado el 28 de febrero de 2019.
- UACJ-TV.(10 de noviembre de 2014). Estación Norte. Entrevista con Elpidia Cachi García [Archivo de video]. Recuperado de http://erecursos.uacj.mx/handle/20.500.11961/3508. Consultado el 28 de febrero de 2019.
- Velasco Vargas, M. (2018). "Enfermedades y cuerpos de/en las maquilas: Ellos saben si soy o no soy, miradas de Elpidia Cachi García". En Flores Treviño, María Eugenia y Rosa María Gutiérrez García (Comp.) Cuerpos, subjetividades y (re)configuraciones de género (pp.133-152). Ciudad Juárez: Universidad Autónoma de Ciudad Juárez. (Colección Discurso(s) en Frontera(s). Tomo III). Impreso.